# 仕太刀
仕太刀（したち）とは、武術（特に剣術）、武道（特に剣道）において用いられる用語の一つ。杖術、杖道においては「仕杖」という。
形稽古（組太刀）を行う際に仕掛けてくる打太刀を倒す側の技または（技を披露する）人物を意味する。日本剣道形では打太刀は「師の位」、仕太刀は「弟子の位」とされ、上級者が打太刀、下級者が仕太刀をとる。